# Necip Uysal
Necip Uysal (* 24. Januar 1991 in Bakırköy, Istanbul) ist ein türkischer Fußballspieler mit albanischen Wurzeln aus dem Kosovo. Er steht als Mittelfeldspieler bei Beşiktaş Istanbul unter Vertrag. Im Jahr 2010 absolvierte er ein A-Länderspiel für sein Heimatland.

## Karriere

### Juniorenvereine
Necip spielte ab 2004 für die Jugendmannschaften von Beşiktaş Istanbul und schaffte es, 2009 das erste Mal mit der Profi-Mannschaft zu spielen.

### Verein
Er bekam mit 16 Jahren einen Profi-Vertrag bei Beşiktaş und spielt seitdem als Defensiver Mittelfeldspieler, Innen- oder auch manchmal auch als Rechtsverteidiger.
Sein Debüt in der Süper Lig gab er beim 1:0-Auswärtserfolg gegen Eskişehirspor im Oktober 2009.

### Nationalmannschaft
Uysal durchlief die U-Mannschaften der türkischen Fußballnationalmannschaft, bis er 2010 das erste Mal vom damaligen türkischen Cheftrainer Oğuz Çetin für das Spiel gegen die Honduras berufen wurde. Er gab sein A-Länderspieldebüt am 3. März 2010 gegen die Honduras. Im Rahmen des Turniers von Toulon 2012 wurde Uysal im Mai 2012 für die zweite Auswahl der türkischen Nationalmannschaft berufen. Die türkische A2 nominierte hier für Spieler, die jünger als 23 Jahre waren, um die Altersbedingungen für das Turnier zu erfüllen. Die Mannschaft schaffte es bis ins Finale und unterlag dort der Auswahl Mexikos.
Im Jahr 2010 absolvierte er sein bisher einziges A-Länderspiel gegen Honduras.

## Erfolge
Zweite Auswahl der Türkischen Nationalmannschaft
- Vizemeisterschaft im Turnier von Toulon: 2012
- International Challenge Trophy: 2011–2013

Beşiktaş
- Türkischer Fußballmeister: Süper Lig 2015/16, Süper Lig 2016/17, Süper Lig 2020/21
- Türkischer Pokal: 2010/11, 2020/21, 2023/24
- Türkischer Supercup: 2021